# فرودگاه ارویک، اریوم
فرودگاه ارویک، اریوم (به انگلیسی: Rørvik Airport, Ryum) (به زبان بومی: Rørvik lufthavn, Ryum) یک فرودگاه همگانی با کد یاتا RVK است که یک باند فرود آسفالت دارد و طول باند آن ۸۹۰ متر است. این فرودگاه در کشور نروژ قرار دارد و در ارتفاع ۴ متری از سطح دریا واقع شده است.